# Rāmāyaṇa VII: ''Uttarakāṇḍa''
Uttarakāṇḍa è il settimo e ultimo libro del poema epico Rāmāyaṇa.

## Contenuti
Nell'ultimo kāṇḍa detto uttara ("ulteriore"), che gli studiosi ritengono aggiunto, vengono narrati numerosi antefatti alle vicende dell'epica, nonché gli accadimenti seguiti all'incoronazione di Rāma.
Dal racconto del ṛṣi Agastya veniamo a conoscenza delle origini dei rākṣasa e del loro re, Rāvaṇa.